# Medal of Honor: Heroes 2
Medal of Honor: Heroes 2 (v překladu Medaile cti: Hrdinové 2) je dvanáctým dílem série Medal of Honor. Opět se jedná o FPS z druhé světové války. Hra byla vyvinuta Electronic Arts a vydána v září 2007 pro PSP a Wii. Obě verze byly vytvářeny pro každou konzoli zvlášť.